# Bataille de Cambrils
Guerre des Faucheurs
Batailles
- Ille-sur-Têt (1640)
- Col de Balaguer (1640)
- Cambrils (1640)
- Martorell (1641)
- Montjuïc (1641)

- Tarragone (mai 1641) (ca)
- Constantí (1641)
- Catllar (1641) (ca)
- Tarragone (juillet 1641)
- Tarragone (août 1641)
- Almenar (1641) (ca)
- Montmeló (1642)
- La Granada (1642) (ca)
- Montsó (1642) (ca)
- Collioure (1642)
- Tortose (1642) (ca)
- Barcelone (1642)
- Perpignan (1642)
- Salses (1642)
- Lérida (1642)
- Carthagène (1643)

- Miravet (1643) (ca)
- Montsó (1643) (ca)
- Lérida (1644)
- Tarragone (1644) (d)
- Roses (1645)
- Saint-Laurent de Montgai (1645) (ca)
- Balaguer (1645)
- Lérida (1646)
- Sainte-Cécile (1646)
- Lérida (1647)
- Àger (1647)
- Constantí (1647)
- Tortose (1648)
- Vilafranca (1649)
- Montblanc (1649) (ca)
- Val d'Aran (1649-1650) (ca)
- Flix (1650)
- Tortosa (1650) (ca)
- Montblanc (1651)
- Montgat (1651)
- Barcelone (1651-1652)

- Castellon d'Empuries (1653)
- Gérone (1653)
- Villefranche-de-Conflent (1654)
- Puycerda (1654)
- Cadaqués (1655) (ca)
- Solsona (1655) (ca)
- Berga (1655) (ca)
- Castellfollit (1657) (ca)
- Camprodon (1658)

La bataille de Cambrils a lieu du 13 au 16 décembre 1640 dans le cadre du conflit entre la Catalogne et l'Espagne, opposant les armées du roi d'Espagne sous les ordres de Pedro Fajardo et Álvaro de Quiñones et celles de la Catalogne commandées par Antoni d'Armengol, Jacint Vilosa et Carles Bertrolà.

## Contexte
Au printemps 1640, Francesc de Tamarit a été emprisonné sous l'accusation de ne pas faciliter le logement des troupes levées et consignées en Catalogne. Le 22 mai, les paysans soulevés sont entrés dans Barcelone et l'ont remis en liberté. Le 7 juin, lors du Corpus de Sang, des groupes de faucheurs sont entrés à nouveau dans la cité et ont assassiné le vice-roi de Catalogne Dalmau de Queralt.
En septembre, l'armée de Philippe IV a occupé Tortosa grâce à l'aide de la classe seigneuriale catalane et de l'évêque de la cité, qui, comme la quasi-totalité des évêques occupant des sièges catalans, était politiquement royaliste. Les troupes espagnoles sont parties en direction de Barcelone le 8 décembre, rencontrant une grande résistance à El Perelló et au col de Balaguer, près de l'Hospitalet del Infante. Les troupes catalanes battues se sont retirées sur Cambrils.

## Déroulement
L'armée royale a assiégé Cambrils durant deux jours, et les Catalans, commandés par le baron de Rocafort, Antoni d'Armengol, le sergent de la place Carles Bertrolà i de Caldés et le gouverneur de la région de Tarragone, Jacint Vilosa, ont résisté comme ils ont pu, n'ayant presque aucune artillerie (ils ne disposaient que de deux canons face à plus d'une vingtaine pour les adversaires). Ils ont essayé de dresser des embuscades aux assaillants dans les environs de la ville, surprenant la cavalerie espagnole. Les Espagnols ont répondu en bombardant la ville. La résistance s'est prolongée trois jours à l'intérieur de la cité, jusqu'à ce que les Catalans se rendent et acceptent de capituler le jour suivant.

## Conséquences
Lorsqu'une partie des vaincus est sortie désarmée par une des portes de la ville, ces vaincus ont été tués par les attaquants au cours d'un épouvantable massacre qui s'est soldé par sept cents cadavres gisant au sol. De plus, les trois chefs militaires de la place (Antoni d'Armengol, Baron de Rocafort, Jacint Vilosa et Carles Bertrolà i de Caldés), ainsi que l'alcade et les conseillers de la ville, ont été jugés sommairement et la même nuit exécutés par le garrot. Le jour suivant, au matin, les personnes en vue et les autorités ont été pendues tout autour de la muraille. La cité a été livrée et pillée par les troupes et on a abattu une partie des murailles.
L'armée a continué à avancer en direction de Barcelone et le 24 décembre a occupé Tarragone, où étaient arrivés les premiers renforts français grâce au temps gagné par la résistance de Cambrils.
Les événements de Cambrils vont convaincre les autorités catalanes qu'ils ne peuvent espérer aucun accord avec la Monarchie espagnole et vont les pousser à se jeter dans les bras de la France.

## Sources
- (es) Cet article est partiellement ou en totalité issu de l’article de Wikipédia en espagnol intitulé « Batalla de Cambrils » (voir la liste des auteurs).